# Sirene (formaggio)
Il sirene (сирене, AFI: [ˈsirɛnɛ]), abbreviazione di bjalo salamureno sirene (бяло саламурено сирене), è un formaggio bianco tipico di origine bulgara, tradizionalmente preparato con il latte di pecora.
La produzione originale avveniva esclusivamente per uso personale dei produttori di latte, ma con l'incremento della domanda il formaggio venne prodotto anche su scala industriale come bjalo salamureno sirene ot krave mleko, utilizzando anche latte vaccino.

## Caratteristiche
Il sirene è, oltre al greco feta e al turco beyaz peynir, uno dei più noti tipi di formaggio pecorino al mondo. Si tratta di un formaggio bianco duro-friabile, privo di crosta e di grossi "buchi". La consistenza della sua pasta è indicata come non troppo dura né troppo molle. Viene preparato in blocchi parallelepipedi di circa 10 centimetri di altezza e 8 di larghezza, ma può essere offerto anche in dimensioni maggiori. Si trova in una salamoia di color bianco lattiginoso con un gusto e un odore leggermente acidi; il formaggio stesso è al gusto leggermente salato e acidulo.
Il contenuto in grassi della massa asciutta del bjalo salamureno sirene deve essere almeno del 50%, andando mediamente dal 54 al 56%. La sua massa stessa a secco deve contenere almeno il 50% di grasso. La quota di sale da cucina nel formaggio va dal 4 al 6%, quella nella salamoia tra l'otto e il dieci per cento, e la quantità proteica varia dal 15 al 18%.

## Storia

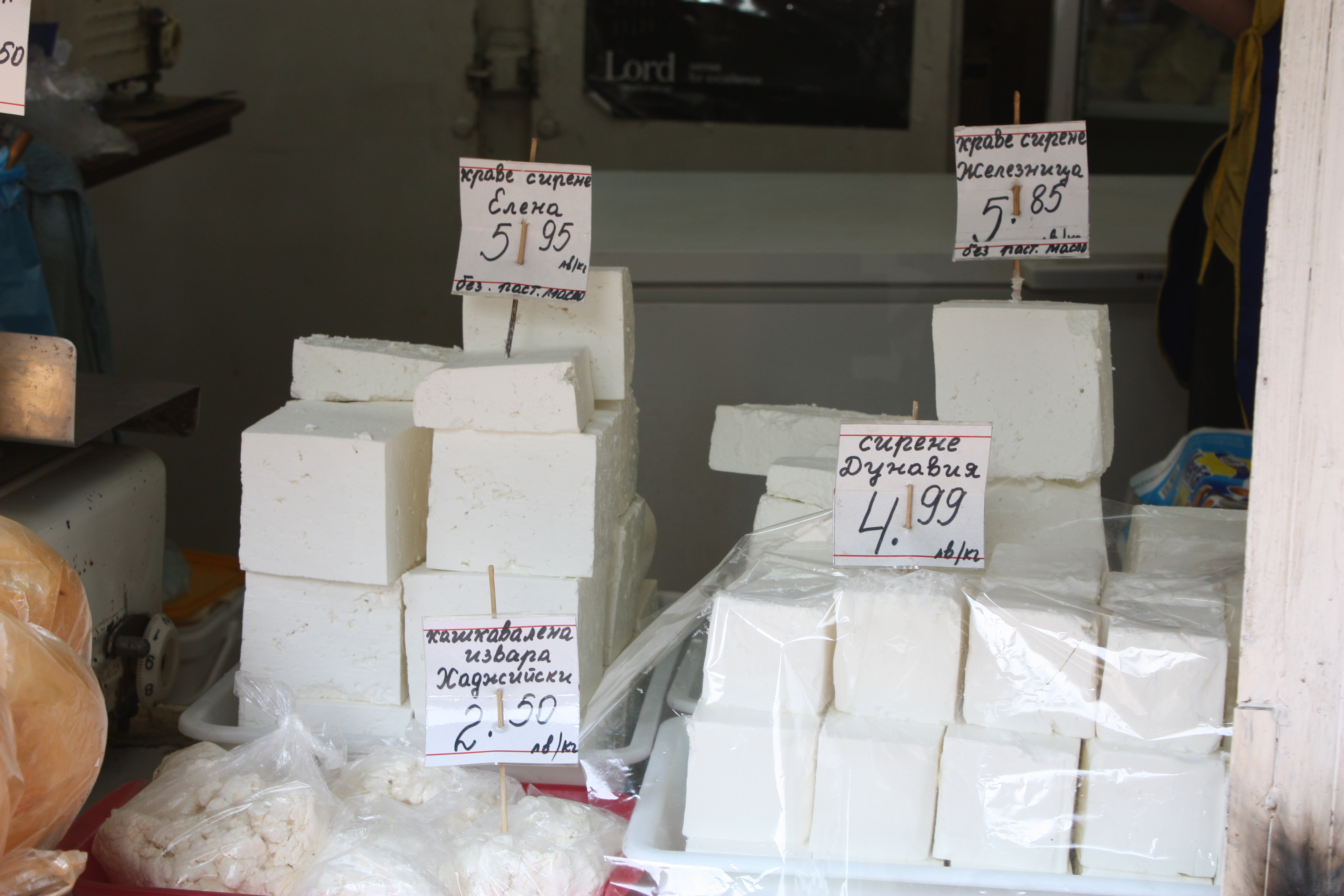
Formaggio bianco bulgaro in un mercato a Sofia

Il bjalo salamureno sirene, fino alla seconda metà del XIX secolo, era prodotto in privato per autoconsumo. Solo alla fine del XIX secolo sorsero piccole imprese, le mandri, nelle quali il formaggio veniva prodotto per la vendita e l'esportazione. Nel XX secolo nacquero grosse aziende per la produzione del sirene, utilizzando anche latte vaccino. Nel 1957 furono prodotte dai caseifici bulgari più di 30000 t di formaggio, delle quali 27 500 erano di sirene. Fino agli anni settanta la produzione salì a oltre 70 000 tonnellate, di cui più di 60 000 di sirene, prodotto da latte di pecora e vaccino, e fino al 1974 la produzione di solo bjalo salamureno sirene raggiunse il 75% della produzione bulgara di formaggio di latte di pecora e il 40% dell'intera produzione di formaggio.

## Problemi di qualità
Nella produzione del formaggio possono inserirsi diverse carenze, che influiscono sulla qualità del prodotto. Un'eccessiva salinità della salamoia può disseccare il formaggio e farlo diventare troppo duro. L'inquinamento di batteri, lieviti e miceti può portare a spiacevoli cambiamenti dell'odore e del gusto del formaggio. Un trattamento degli animali con fenotiazine può causare una colorazione rossastra del latte e quindi del formaggio.

## Utilizzo
Il bjalo salamureno sirene, come altri formaggi in salamoia, viene utilizzato prevalentemente nel consumo diretto. Inoltre può essere utilizzato nella preparazione di insalate come di piatti di pasta.